# 我要讓你愛上我
《我要讓你愛上我》（英語：Love Me），2016年臺灣偶像劇，創意點子數位股份有限公司首部與東森新聞雲《播吧》合作的網路電視劇，台灣第一部運用隨看即買專利技術的網路電視劇，由林明禎、楊奇煜、戴祖雄、林建予、雨婷領銜主演。2016年5月9日開鏡，2016年7月21日首播。

## 播出時間

### 首播
| 頻道                        | 所在地 | 播映日期      | 播出時間          |
| --------------------------- | ------ | ------------- | ----------------- |
| 播吧 （页面存档备份，存于） | 臺灣   | 2016年7月21日 | 每週四、週五21:00 |

## 劇情大綱
平凡小資女怡君，在大公司擔任著行政助理工作，跟哥哥明賜一起在台北租屋。
胸無大志的她，每天過著上班下班的日子；
偏偏同辦公室裡另一位小助理君怡，長相甜美人見人愛，
兩人相近的名字，常常被拿來開玩笑，久而久之，怡君就隨便大家怎麼說也無所謂了。
公司裡，有個全公司女孩的白馬王子健明，
健明是公司產品研發部的總工程師，雖然他的個性孤僻古怪，很難與人相處，
但是他的顏值足以讓所有女生原諒他的沒禮貌，而他的能力也得到了高層莫大的容忍。
相對於健明這個WINNER，他身邊的助理永仁(明賜的好友)，就是一個標準的LOOSER，
和健明同時進公司的他，卻只能擔任助理的角色，一直被壓抑在健明的光芒之下。

不過，在健明和老闆大吵一架，負氣離職之後。一切都有了變化⋯⋯。
怡君被永仁詢問願不願意跟健明一起走? 怡君決定立馬丢出辭呈追隨而去。
到職第一天，才發現一切誤會一場，健明要的是君怡不是怡君。
沒有回頭路的怡君，只能死皮賴臉的硬是去上班。
怡君覺得永仁是故意的﹐事實也證明他是故意的。
永仁喜歡君怡，但他發現健明對君怡有好感，所以乾脆順水推舟，鼓勵健明離開公司。
不過因為永仁擔心健明的自理能力，
所以相中暗戀健明的小宅女怡君，讓怡君陪伴健明開創新的前程⋯⋯。
當怡君和永仁把話敞開來說後，兩人決定互相幫忙，各取所需！
健明需要搭檔才能發揮最好的效果，健明會選擇永仁還是萌生情愫的怡君??
和怡君朝夕相處會日久生情嗎??
永仁在工作上會選擇幹掉健明？還是幫忙健明？
在感情上又會如何面對好友妹妹怡君？以及冷酷霸道但是脆弱的健明？
怡君面對冷傲的健明，和貼心溫暖的永仁，感情路上又會做何選擇?

## 演員列表

### 主要演員
| 演員   | 角色   | 介紹 | 登場集數 |
| 林明禎 | 林怡君 | 小宅女，不上班的時候喜歡賴在家裡。本來甘於做一個平凡的行政助理，後來陰錯陽差的跟健明一起開工作室，為了死皮賴臉留在健明身邊，個性外型都有很大轉變！ | 全劇     |
| 楊奇煜 | 劉健明 | 公司裡的明日之星，個性堅持高傲，工作上是超級完美主義者，但人際上是有缺陷的 (有點亞斯伯格症的味道) 若有任何人對他的想法有所質疑，或敢改他的案子﹐就必然引起軒然大波。對別人要求極嚴格，自己卻有一堆古怪的堅持，生活極簡單，但細節都有他的堅持。從新公司開張的第一天起，他其實是後悔的⋯⋯。因為自己等於是王子落入凡間，從溫拿變魯蛇，一切從頭開始。 | 1,3-13   |
| 戴祖雄 | 陳永仁 | 健明的助理，個性與健明大相逕庭，個性活潑愛說笑，是一個貼心暖男。健明非常依賴他，他也一直是最被信賴的。可是，相對的他也一直在健明的光環下掙扎。他跟明賜是老朋友，跟明賜、怡君之間，就像一家人一樣的相處。 | 全劇     |
| 林建予 | 林明賜 | 怡君的哥哥，個性豁達、樂觀。跟當年的亞洲巨砲呂明賜同名，曾經是棒球國手的他，因為受傷，只能在棒球打擊場當教練繼續他的夢想。和怡君住在一起，喜歡電視購物和客服人員聊天。 | 全劇     |
| 雨婷   | 許君怡 | 辦公室裡人見人愛的女神，人美聲甜又會撒嬌，第一天進辦公室，就是全公司「嬌」點。她的出現，為無聊的上班生活增添不少笑聲。上至主管下至同事，沒有人不被她的魅力折服！給了怡君很大的衝擊。 | 1-2,4-13 |

### 其他演員
| 演員           | 角色               | 介紹 | 登場集數 |
| 李又汝         | 白雨婷             |      |          |
| 江少儀         | 怡君媽             |      |          |
| 張雅姐         | 朋友 雅姐          |      |          |
| 游智強         | 朋友 小智          |      |          |
| LUCAS          | 朋友 LUCAS         |      |          |
| 黃東森         | 房仲               |      |          |
| 余至中（巧克） | 起驚人酒吧老闆     |      |          |
| 洪晨瑋         | 起驚人酒吧老闆女兒 |      |          |
| 林展煥         | 庶務科主任         |      |          |
| 黃小嘻         | 怡君同事           |      |          |
| 陳又禎         | 怡君同事           |      |          |

## 網路劇歌曲
| 曲別   | 歌名               | 演唱者 | 作詞   | 作曲   |
| 片頭曲 | 小祕密             | 林明禎 | 孫丹泥 | 雨軒   |
| 片尾曲 | 一個人也可以幸福   | 關詩敏 | 黃婷   | 呂至傑 |
| 插曲   | 我愛你是我自己的事 | 戴祖雄 | 嚴濰妮 | 陳國華 |
| 插曲   | 要去哪裡           | 楊奇煜 | 朱浩仁 | 朱浩仁 |

## 外部連結
- 我要讓你愛上我的Facebook專頁
- 播吧的Facebook專頁